# Iryna Jevtoesjenko
Iryna Mychajlivna Jevtoesjenko (Oekraïens: Ірина Михайлівна Євтушенко, Russisch: Ірина Михайлівна Евтушенко; meisjesnaam: Цюлюпа; Tsjoeljoepa) (17 december 1961) was een Oekraïense basketbalspeelster die uitkwam voor het Dinamo Kiev. Ze heeft verschillende onderscheidingen ontvangen, waaronder de Meester in de sport van de Sovjet-Unie.

## Carrière
Jevtoesjenko speelde haar hele carrière in bij Dinamo Kiev van 1979 tot 1991. In 1991 won ze met Dinamo het Landskampioenschap van Sovjet-Unie. In 1988 won ze met Dinamo de European Cup Liliana Ronchetti. Ze wonnen van Deborah Milano uit Italië met 100-83. In 1991 stopte ze met basketbal. Na haar carrière als speler werd ze basketbalcoach.

## Erelijst
- Landskampioen Sovjet-Unie: 1
  - Winnaar: 1991
- European Cup Liliana Ronchetti: 1
  - Winnaar: 1988